# ناحیه کوهلر، میشیگان
ناحیه کوهلر (به انگلیسی: Koehler Township) یک منطقهٔ مسکونی در ایالات متحده آمریکا است که در شهرستان چبویگان، میشیگان واقع شده‌است.
 ناحیه کوهلر ۱۱۹٫۱ کیلومتر مربع مساحت و ۱٬۲۸۳ نفر جمعیت دارد و ۲۱۰ متر بالاتر از سطح دریا واقع شده‌است.